# Sunifredo II.
Za njegova djeda, pogledajte Sunifredo I.
Sunifredo II. (katalonski: Sunifred II d'Urgell; španjolski: Sunifredo II de Urgel; o. 880. — 948.) bio je španjolski plemić i grof Urgella. Donirao je zemlju samostanu San Pablo del Campo de Barcelona.
Njegovi su roditelji bili grof Wifredo Dlakavi i njegova supruga, gospa Guinidilda te je Sunifredo naslijedio oca na mjestu grofa Urgella 897.
Sunifredo je bio oženjen Adelajdom; njihov je sin bio plemić Borrell, koji je umro prije oca te je spomenut u povelji iz 936. god.
Sunifreda je naslijedio nećak, grof Borrell II., sin grofa Sunyera I.
| Prethodnik: Wifredo Dlakavi | Grof Urgella | Nasljednik: Borrell II. |